# Sophia Bush
Sophia Anna Bush (født 8. juli 1982 i Pasadena, Californien, USA) er en amerikansk skuespiller, der bl.a. medvirkede i tv-serien One Tree Hill, hvor hun spillede Brooke Davis.

## Tidlige liv og karriere

### Opvækst
Sophia er enebarn, født og opfostret i Pasadena i Californien af sin far Charles William Bush, som er en af de bedste fotografer i reklamebranchen i USA og af sin mor Maureen, der leder et fotostudie. Sophia var en sportslig ung pige på sin skoles førstehold i volleyball og havde ingen intentioner om skuespil før efter sin afgangseksamen. Sophia gik i skole på Westridge School for piger og på University of Southern California og var medlem af kollegiet Kappa Kappa Gamma, hvor hun tjente som formand. Hun gik på USC tre år før hun fik rollen som Brooke Davis i serien One Tree Hill. Hun var dronningen af Tournament of Roses Parade.
Sophia er af fransk/canadisk og italiensk herkomst.

### Karriere
Sophia debuterede på film i komedien Van Wilder, som Sally (førsteårseleven, der forfører Van og som ikke ved hvem Air Supply er). Siden hen har hun optrådt i flere forskellige tv-serier som Nip/Tuck, Sabrina the Teenage Witch og Punk'd efter at være blevet narret af sin veninde Brittany Snow.
Hun var tildelt rollen som Kate Brewster i Terminator 3: Rise of Machines, men blev erstattet af Claire Danes, da instruktøren mente hun var for ung. I 2003 fik hun rollen som Brooke Davis i serien One Tree Hill. Serien er en af CW-netværkets største hits og bliver udsendt verden over. Det var også her hun mødte sin mand Chad Michael Murray, som hun blev skilt fra et par måneder senere.
I tiden med arbejdet på serien fik hun en del roller i film som Supercross, Stay Alive, John Tucker Must Die og en genindspilning af The Hitcher.
For nylig fik hun en Rising Star pris ved Vail Film Festival for hendes optræden i filmen The Hitcher. Hun vandt også tre Teen Choice priser for hendes medvirken i John Tucker Must Die og The Hitcher.
Den 20. april 2007 blev det bekræftet at Sophia bliver den nye stjerne i Francois Velles nye film The Narrows, hvor hun kommer til at spille med Kevin Zegers, Eddie Cahill og Vincent D'Onofrio. Det siges at hun skal spille den smukke, intelligente og selvsikre Kathy Popovich. Optagelserne begyndte i New York den 24. april 2007 og skulle være færdige i 2008.

## Privatliv
Den 16. april 2005 blev hun gift med skuespilleren Chad Michael Murray, men fem måneder senere, den 26. september 2005, blev de separeret. De blev skilt den 29. december 2006.[kilde mangler]

## Udvalgt filmografi
- Van Wilder (2002) – Sally
- Learning Curves (2003) – Beth
- Supercross (2006) – Zoe Lang
- Stay Alive (2006) – October Bantum
- John Tucker Must Die (2006) – Beth
- The Hitcher (2007) – Grace Andrews
- The Narrows (2008) – Kathy Popovich

### Tv-serier
- Point of Origin (2002) – Carrie Orr
- Nip/Tuck (2003) – Ridley
- Sabrina - skolens heks (2003) – Fate Mackenzie
- One Tree Hill (2003-2012) – Brooke Davis
- Chicago P.D - Erin Lindsay
- Good Sam (2022) - Dr. Samantha Griffith